# 2013年非洲航空福克50墜機事件
2013年非洲航空福克50墜機事件是指在2013年3月4日，一架由剛果第一民航航空公司負責經營的貨運服務的福克50在準備降落剛果民主共和國戈馬國際機場時，因為遭遇惡劣天氣而墜毀。其中飛機上9名成員有6人因為這次事故而喪生，不過儘管飛機撞擊到戈馬城市的居民區但並沒有造成地面傷亡。